# Lenguas bantúes
Las lenguas bantúes son un conjunto de lenguas habladas en África que constituyen una subfamilia de lenguas Níger-Congo. Las lenguas bantúes son habladas en el sur de Camerún, Gabón, República del Congo, República Democrática del Congo, Uganda, Kenia, Tanzania, Angola, Zambia, Malaui, Mozambique, Zimbabue, Namibia, Botsuana y Sudáfrica.
La palabra bantú fue usada en primer lugar por Wilhelm H. I. Bleek (1827-75) con el significado de "personas" (*ba-ntu es una forma de plural, el singular sería *mu-ntu) como se refleja en muchos de los idiomas de este grupo (véase la tabla 1). A él se debe también la primera clasificación del grupo de lenguas siguiendo criterios científicos llevada a cabo entre 1862 y 1869. Él y más tarde Carl Meinhof hicieron estudios comparativos de las gramáticas de las lenguas bantúes.

## Clasificación

### Lenguas de la familia
La lengua bantú con mayor número de hablantes es el suajili (G 40). Los idiomas bantúes comprenden un abanico que abarca desde lenguas puramente tonales hasta las que prescinden totalmente del tono con funciones gramaticales y/o semánticas.
Otros idiomas bantúes importantes son el lingala, el luganda, el kikongo (o kongo) y el chichewa en África central y oriental y el shona, el ndebele (a menudo considerado una lengua aunque en realidad es un dialecto del zulú), el setsuana, el sesotho, el xhosa, el sepedi y el suazi en el sur de África.
Algunas de las lenguas son conocidas sin el prefijo de clase (chewa por chichewa, suajili en vez de kiswahili, zulú por isizulu, xhosa en lugar de isixhosa, etc.) mientras otras varían (setswana o tswana, sindebele o ndebele, etc.). Sin embargo, la forma radical sin el marcador normalmente no se da en estas lenguas: en Botsuana, por ejemplo, los habitantes son batswana, una persona es un motswana y la lengua es setswana.

### Clasificación interna

#### Clasificación de Guthrie
Esta familia de lenguas tiene cientos de miembros. Fueron clasificadas por Guthrie en 1948 en grupos de acuerdo a zonas geográficas - A, B, C, D, E, F, G, H, J, K, L, M, N, P, R y S y después numeradas dentro del grupo. (Lista de nombres de lenguas bantúes con sinónimos ordenados por el número de Guthrie). Guthrie también reconstruyó el Proto-bantú como la proto-lengua de esta familia lingüística. Todo parece apuntar a que las lenguas bantúes tuvieron su origen hace 3000 años en Nigeria oriental y Camerún, desde donde tuvieron una gran expansión hace 2000 años hacia el sur y el este del continente africano. Los principales grupos según Guthrie (1948) son los siguientes (lenguas principales van en cursiva):
- Protobantú

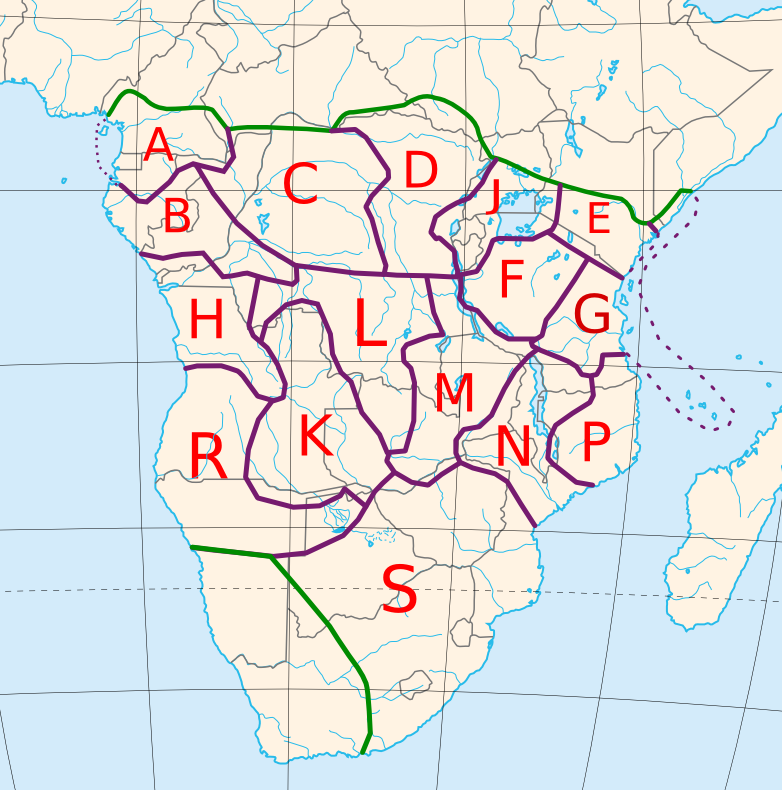
Principales subgrupos de las lenguas bantúes (Guthrie, 1948).

  - Bantú noroccidental o Bantú de la selva
    - A: Al Sur de Camerún, Norte de Gabón y Guinea Ecuatorial, p. ej. basaa, fang, bubi.
    - B: Al Sur de Gabón, R. Congo y Guinea Ecuatorial, p. ej. balengue.
    - C: R.D. Congo y R. Congo, p. ej. lingala.

  - Bantú sur-central o Bantú de la sabana
    - D: Especialmente en R.D. Congo.
    - E: En Kenia y Tanzania, p. ej. kikuyu.
    - F: En Tanzania, p. ej. sukuma.
    - G: En Tanzania y las Comoras, p. ej. suajili, gogo, comorense, mahorés.
    - H: En Angola y el Congo, p. ej. kikongo, kituba, kimbundu.
    - J o Bantú de los Grandes Lagos (grupo añadido posteriormente): En Uganda, Ruanda, Burundi y cercanías a los Grandes Lagos de África, p. ej. luganda, kinyarwanda, kirundi, luhya, nande, nkore.
    - K: Principalmente en Angola y Zambia, p. ej. chokwe, ruKwangali
    - L: En R.D. Congo y Zambia, p. ej. chiluba
    - M: En Zambia, Tanzania y R.D. Congo. El bemba es oficial en Zambia.
    - N: En Malaui, Mozambique y Zambia, p. ej. el chichewa que es oficial en Malaui y el tumbuka.
    - P: En Mozambique y Tanzania, p. ej. makua, eChuwabo.
    - R: Angola, Namibia, Botsuana, p. ej. umbundu, oshiwambo (dialectos kuanyama, ndonga), herero.
    - S o Bantú meridional: Sudáfrica, Botsuana, Zimbabue y Mozambique. Se divide en los siguientes subgrupos:
      - Chopi
      - Nguni: xhosa, zulú, ndebele del norte, suazi, ndebele del sur
      - shona: con varios dialectos como el zezuru.
      - Sotho-Tswana: setsuana, sesotho, sesotho sa leboa, lozi
      - Tswa-Ronga: xiRonga, tsonga
      - venda

#### Clasificación moderna
La clasificación de Guthrie sirvió para clasificaciones posteriores, que consistieron en reasignaciones de subgrupos y división de grupos, con el fin de asegurar que todos los subgrupos sean grupos filogenéticos válidos.

## Características comunes

### Fonología
Las lenguas bantúes han sido extensamente estudiadas desde el punto de vista fonológico y fonético y se conoce muy bien la fonología histórica de la familia. El proto-bantú ha sido reconstruido y existe un gran consenso entre los bantuistas en cuanto a las características básicas. A pesar de la enorme variedad que presentan las lenguas bantúes, el sistema fonológico del proto-bantú resulta sorprendentemente simple. El inventario consonántico reconstruido carece de aproximantes y viene dado por:
|              |        | bilabial | alveolar | palatal | velar |
| ------------ | ------ | -------- | -------- | ------- | ----- |
| Obstruyentes | sorda  | *p       | *t       | *c      | *k    |
| Obstruyentes | sonora | *b       | *d       | *ɟ      | *g    |
| Obstruyentes | nasal  | *m       | *n       | *ɲ      |       |
Las obstruyentes sordas /*p, *t, *k/ parecen haber sido oclusivas, mientras que los sonidos designadas como /*b, *d, *g/ podrían ser oclusivas o como sucede en muchos de sus modernos descendientes continuantes [β/w, ð/ɬ, ɣ]. Las "palatales"  designadas como /*c, *ɟ/ podrían haber sido genuinas oclusivas palatales [c, ɟ] o posiblemente africadas postalveolares [ʧ, ʤ/ʒ] (de hecho muchas lenguas bantúes presentan las evoluciones /*c/ > /s/ y /*ɟ/ > /z/ lo cual refuerza su interpretación como africadas.) Este sistema consonántico del proto-bantú da cuenta adecuadamente de los desarrollos históricos posteriores del bantú central y la aparición de innovaciones fonéticas compartidas es lo que permite establecer con seguridad las agrupaciones internas. Para algunos autores el sistema anterior reconstruido por Greenberg, Guthrie y Meeusen es sólo ancestral al bantú de la sabana o bantú central. Según Stewart (2002) el bantú noreste y el bantú central serían dos ramas derivadas de un proto-bantú ancestral con un sistema más complicado:
|              |              | bilabial | alveolar | palatal | velar |
| ------------ | ------------ | -------- | -------- | ------- | ----- |
| Obstruyentes | explosiva    | *p       | *t       | *c      | *k    |
| Obstruyentes | implosiva    | *ɓ       | *ɗ       | *ʄ      | *ɠ    |
| Obstruyentes | nasal sorda  | *mp      | *nt      | *ɲc     | (*ŋk) |
| Obstruyentes | nasal sonora | *mb      | *nd      | *ɲɟ     | *ŋg   |
Según Stewart se habría producido una convergencia de la segunda y tercera series /*mb, *nd, *ɲɟ, *ŋg/ > /*b, *d, *ɟ, *g/ y /*ɓ, *ɗ, *ʄ, *ɠ/ > /*b, *d, *ɟ, *g/. Por otra parte la última serie sería el origen de las nasales  /*mp, *nt, *ɲc, (*ŋk)/ > /*m, *n, *ɲ, (*ŋ)/.
El sistema vocálico parece claro que estaba formado por siete elementos agrupables en tres niveles de abertura distintivos que algunos autores reconstruyen como /*i, *ɪ, *e, *a, *o, *ʊ, *u/ y otros como /*i, *e, *ɛ, *a, *ɔ, *o, *u/.
Las posibles estructuras silábicas en proto-bantú eran:

{\displaystyle {\mbox{CV, CVV;}}\qquad {\mbox{V, N}}}

Donde C: cualquier consonante, V: cualquier vocal, VV: vocal larga, N: consonante nasal.

### Gramática
Las lenguas bantúes son lenguas aglutinantes. La característica morfológica más prominente de los idiomas bantúes es el uso extensivo de prefijos e infijos. Cada nombre pertenece a una clase y cada lengua puede tener alrededor de diez clases en conjunto, algo similar al género en las lenguas europeas. La clase se indica por un prefijo en el nombre, así como en los adjetivos y verbos que concuerdan con él. El plural se indica por un cambio de prefijo (véase la tabla 1).
El verbo se conjuga a base de prefijos. En suajili, por ejemplo:
Mtoto mdogo amekisoma
'el niño pequeño lo ha leído (el libro)'.
Mtoto, 'niño', gobierna al prefijo adjetival m- de mdogo, 'pequeño', y el prefijo del sujeto verbal a-. A continuación le sigue el tiempo en pretérito perfecto -me- y el marcador del objeto -ki- que concierta con el implícito vocablo kitabu, 'libro'. Si pluralizamos el sujeto ('niños'), obtenemos:
Watoto wadogo wamekisoma
y al pluralizar el objeto directo ('libros', vitabu) la frase resultante es
Watoto wadogo wamevisoma.

#### Verbo
La estructura típica de una forma verbal en muchas lenguas bantúes es:

{\displaystyle {\mbox{(Pre)-Suj-(Neg)-(TG)-(AG)-(Obj)-R-VF}}\,}

Donde
Pre, prefijo preinicial
Suj, marca de sujeto
Neg, prefijo negativo (para oraciones negativas)
TG, tiempo gramatical
AG, aspecto gramatical
Obj, marca de objeto
R, raíz verbal
VF, vocal flexiva final
Ejemplos:
mó-tu-téta-ya-mú-túm-a (Nande)
Pre-Suj-Neg-AG-Obj-R-VF
'No fuimos y le enviamos a él'
a-si-nge-fañ-a (Swahili)
Suj-Neg-AG-R-VF
'(él/ella) no lo haría'

### Sintaxis
La mayoría de las lenguas de este grupo forman la frase según el esquema básico de SVO (sujeto - verbo - objeto). Igualmente usan preposiciones y tipológicamente son lenguas de núcleo inicial.

### Comparación léxica
Los numerales reconstruidos para diferentes grupos de lenguas bantúes son:
| GLOSA |  |  | PROTO- TEKE- MBEDE | PROTO- MBOSHI- BUJA | PROTO- BANGI- TETELA | PROTO- KONGO- YAKA | PROTO- RUFIJI- RUVIMA | PROTO- BANTÚ NE | PROTO- BANTÚ S      | PROTO- BANTÚ SW   | PROTO- BANTÚ       |
| ----- |  |  | ------------------ | ------------------- | -------------------- | ------------------ | --------------------- | --------------- | ------------------- | ----------------- | ------------------ |
| '1'   |  |  | *-mɔ(-si)          | *-mɔ-               | *-mwe                | *mosi              | -mo                   | *-mwe / *-moi   | *mwe                | *-mwe/ *mosi      | *-mòì              |
| '2'   |  |  | *bwadi             | *-bali              | *badi                | *badi              | *-βeli                | *-βiri          | *(m-)bɛɾi           | *vari             | *-bàdɪ́             |
| '3'   |  |  | *-tatu             | *-ʦatu              | *satu                | *tatu              | *-taːtu               | *-tʰaːtu        | *(m-)tʰaru          | *tatu             | *-tátʊ̀             |
| '4'   |  |  | *-na               | *-nai               | *nɛi                 | *-na               | *-nʧeʧe               | *-nai           | *(mu-)nɛ            | *-nɛ              | *-nàì              |
| '5'   |  |  | *-taːnu            | *-tanu              | *ta(ː)no             | *taːnu             | *-cʰaːno *            | *-tʰaːno        | *cʰanu              | *-tano            | *-tâːnò ~ *-câːnò* |
| '6'   |  |  | *-sʲaminu          | *-ʦamano            | samanu               | *syaːmanu          | *5+1                  | *-taⁿɖatu       | *5+1 / *ʦi-pu       | *5+1              |                    |
| '7'   |  |  | *ʦaːm-bwadi        | *ʦambali            | *sam-badi            | *-sambwadi         | *5+2                  | *mpuⁿgate       | *5+2 / *(ʦi)-kʰomb- | *5+2              | *-câːn-bàdɪ́        |
| '8'   |  |  | *-naːna            | *-nanai/ *mwambi    | *na(ː)nai            | *naːna             | *5+3 / *-naːne        | -*naːnai        | *5+3                | *5+3 / *-nanɛ     | *-naːnàì           |
| '9'   |  |  | *-bwa              | *i-bwa              | *-bwa                | *-bwa              | *5+4                  | *keːⁿɗa         | *5+4                | *5+4              |                    |
| '10'  |  |  | *-kuːmi            | *ʤumi               |                      | *kuːmi             | *-kuːmi               | *i-kumi         | *kumi               | *-kumi/ *omuroᵑgo | *kʊ́mɪ̀              |

## Historia
Los sudafricanos de raza negra a veces eran denominados oficialmente «bantúes» por el régimen del apartheid, de modo que ahora allí se prefiere el término sintu para referirse a este grupo de lenguas; si- es un prefijo usado, entre otros conceptos, para el nombre de muchas lenguas bantúes meridionales (derivado del proto-bantú *ci-)